# Henri Frémart
Henri Frémart (né vers 1580 dans le diocèse de Beauvais et mort à Paris le 17 décembre 1651) est un compositeur, prêtre et maître de chapelle français actif dans la première moitié du XVIIe siècle.

## Jeunesse et apprentissage
Il est né dans le diocèse de Beauvais, à une date inconnue mais qu’on peut situer autour de 1580-1585. Les conditions de son apprentissage de la musique ne sont pas connues, mais en Picardie, ce n’étaient pas les bonnes maîtrises qui manquaient : Amiens, Beauvais, Arras, Saint-Quentin, Noyon...

## À la cathédrale de Rouen: 1600 - 1625
Frémart arrive à la cathédrale Notre-Dame de Rouen en 1600, en tant que chantre, et il est immédoatement nommé chapelain. Il y est ordonné prêtre en 1606 et prend la fonction de maître des enfants de chœur le 28 décembre 1611, succédant à Michel Chefdeville . Il est alors payé 100 lt par an et reçoit 1000 lt par an pour l’entretien et la nourriture des enfants. Son salaire est ensuite porté à 120 lt par an.
À Rouen, Frémart travaille avec l’organiste Jehan Titelouze, de grande renommée, et avec qui il semble s’être lié d’amitié (Titelouze ira le voir à Paris, en 1633). La période rouennaise de sa carrière est émaillée de quelques événements : expertise le 23 juin 1623 du nouvel orgue de la cathédrale d’Amiens construit par Pierre Le Pescheur, en compagnie des compositeurs Jehan Titelouze, Jean de Bournonville, de l’organiste Antoine Chapelain et du facteur Paul Maillard (et sa présence aux côtés de Titelouze et Bournonville donne un signe tangible du respect dans lequel il était déjà tenu) ; en 1624 il est membre du jury du puy de musique de Rouen, et compose pour cette occasion une chanson (perdue) ; le 1er février 1625, enfin, son salaire annuel passe à 200 lt.
Peut-être avait-il fait monter les enchères après avoir été sollicité par le chapitre de la cathédrale Notre-Dame de Paris ? Toujours est-il qu’il quitte Rouen pour prendre la direction de la maîtrise de Notre-Dame de Paris le 10 novembre 1625 ; le chapitre de Rouen l’apprenant trop tard il est chassé de son poste le 17 novembre et ses meubles sont vendus le 1er décembre, pour 30 lt. ; il est remplacé à la cathédrale de Rouen par Lazare Yves, le 28 novembre de la même année.

## À Notre-Dame de Paris: 1625 - 1640
À Notre-Dame de Paris, Frémart est nommé maître des enfants de chœur par le chapitre le 10 novembre 1625, aux gages de 100 lt augmentés d’une gratification de 100 lt, soit 200 lt annuels, après le licenciement de Robert Hincelin. Il retourne à Rouen en 1626 pour régler ses affaires et déménagement, recevant pour cela 45 lt de défraiement de la part du chapitre.
Son poste à Notre-Dame recouvre approximativement les mêmes fonctions qu’à Rouen : enseignement, entretien et nourriture des enfants de chœur, pour lesquels les dépenses annuelles se montent à environ 2000 ou 2300 lt en 1628 et 1629. Il demeurait au cloître Notre-Dame et sa vie à la maîtrise est rythmée d’événements assez communs : séjour à la campagne en mai 1629, séjour dans son pays natal en juillet 1630, accompagnement des enfants dans des sorties récréatives, maladies infantiles, plainte envers des collègues, achat et reliure de livres de messes en musique, etc..
Toutefois sa carrière à Notre-Dame se solidifie progressivement, puisque dès avril 1627 il est cité dans les registres capitulaires comme chanoine et sous-diacre de l’église Saint-Jean-le-Rond, et dès avril 1632 comme chanoine de la chapelle Saint-Aignan et « vicarius perpetuus » de l’Église de Paris. Le 22 décembre 1635 il est promu à la charge de prêtre.
Titelouze passant à Paris n’omet pas de lui rendre visite, comme le relate une lettre qu’il écrit le 7 janvier 1633 à Marin Mersenne.
Dès le 1er septembre 1636, Frémart se fait seconder par Jean Veillot, un ancien enfant de chœur de la maîtrise, pour le remplacer en cas d’absence ou l’assister dans les œuvres à doubles chœurs. C’est finalement Veillot qui le remplace à partir du 8 octobre 1640, après que Frémart ait démissionné de son poste par une demande au chapitre faite le 17 août 1640, en raison de coliques fréquentes. Le chapitre, satisfait de son service, lui accorde une pension annuelle de 150 lt et le dispense de sa présence au chœur.

## À Paris encore: 1640-1651
Frémart passe le reste de sa vie à Paris ; il reste en contact avec le chapitre de Notre-Dame, et dans les meilleurs termes : il lui offre le 18 juin 1642 et le 22 décembre 1645 plusieurs de ses messes fraîchement imprimées.
Il reprend également du service à Notre-Dame de mars à mai 1643 environ, pour assurer un intérim entre le départ de Jean Veillot, parti travailler pour la cour, et l’arrivée de son successeur, François Cosset. Pour cette prestation il reçoit 60 l[ivres] t[ournois] de la part du chapitre. Cela se renouvellera pour un mois, après le départ de Cosset, avec une gratification moindre.
Le reste de sa vie est encore obscur ; on sait seulement qu’en janvier 1646 il fait l’hommage de toutes ses messes imprimées au chapitre de la cathédrale de Rouen et qu’il effectue un voyage de quelques jours à Rouen le 8 juillet 1648. Ce sont les registres capitulaires de Notre-Dame qui renseignent sur sa mort : il meurt le 17 décembre 1651 et est inhumé en l'église Saint-Denis-du-Pas. Il était en effet devenu chanoine de cette église.

## Réception
Frémart a été suffisamment connu de son temps pour être cité par plusieurs auteurs contemporains. Dans son Harmonie universelle (1636), Marin Mersenne le cite comme un compositeur très capable, aux côtés d’Antoine Boësset ou Guillaume Bouzignac. Dans son Entretien des musiciens (1643), Annibal Gantez déclare qu’il fait partie de ceux qui se tiennent dans « les bons & profonds préceptes de nos Anciens », tels Eustache Du Caurroy, Sauvaire Intermet et Claude Le Jeune et parmi ceux de notre temps, tels Artus Aux-Cousteaux et François Cosset. Il rapporte aussi son allure physique : « Il est requis qu'un capitaine soit de belle & riche taille, & qu'un Maistre de Chapelle aie bonne façon ainsi qu'à Nostre-Dame-de-Paris, qu'ils ne veulent pas que leur maistre soit seulement capable, mais qu'il soit de bonne mine ainsi que Monsieur Fremart, qui ressemble à un Empereur ».

## Œuvres

### Chanson
Une chanson, perdue, composée pour le puy de Rouen en 1624.

### Psaumes
Le 3 septembre 1638, Frémart a été chargé par le chapitre de Notre-Dame de Paris de composer les psaumes 20 et 21 en musique, Domine in virtute tua laetabitur Rex et Exaudiat te Dominus, pour être chantés par la maîtrise à la procession solennelle qui devait célébrer la naissance du Dauphin, futur Louis XIV, lors de la grand-messe. Ces œuvres sont perdues.

### Messes

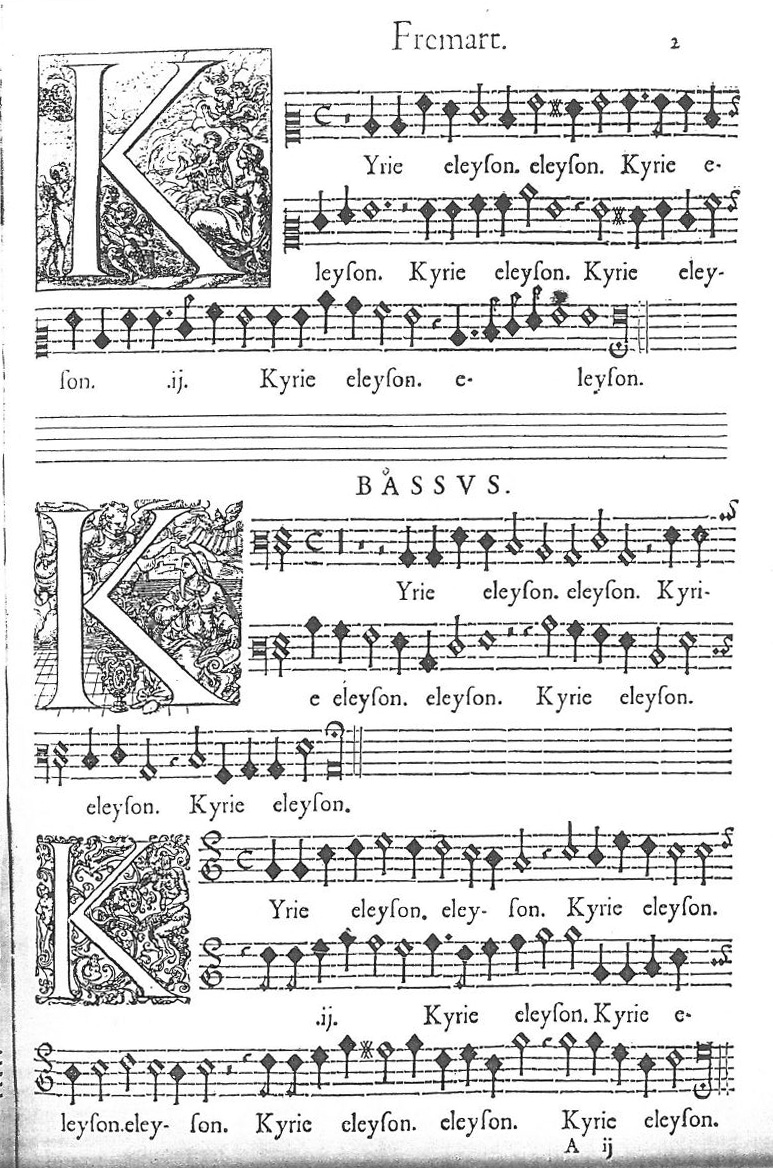
Début du Kyrie de la messe Jubilate Deo de Frémart (1645).

Les seules œuvres retrouvées de Frémart sont des messes, toutes publiées à Paris chez Robert III Ballard entre 1642 et 1646. Elles sont au nombre de huit et sont publiées par Inge Forst dans l’édition complète de ses œuvres :
Henri Frémart, Œuvres complètes, éd. Inge Forst avec la collaboration de Gérard Geay et Günther Massenkeil. Versailles : Centre de musique baroque de Versailles, 2003. 1 vol., xciv-275 p., (ISMN M-707034-39-2).
Les premières mentions de ses messes datent de 1628 : le 4 février de cette année Frémart apporte au chapitre un recueil (probablement manuscrit) comprenant deux volumes de messes et d’autres œuvres de sa composition. Ceci indique que les messes qu’il fait imprimer plus tard étaient pour certaines déjà composées une quinzaine d’années auparavant.
- Missa Ad placitum, 4 v. - Paris, Robert III Ballard, 1642. 1 vol. 2°. Guillo 2003 n° 1642-C, RISM F 1844.
- Missa Confundantur superbi, 4 v. - Paris, Robert III Ballard, 1642. 1 vol. 2°. Guillo 2003 n° 1642-D, RISM F 1842.
- Missa Paratum cor meum Deus, 5 v. - Paris, Robert III Ballard, 1642. 1 vol. 2°. Guillo 2003 n° 1642-E, RISM F 1840.
- Missa Domine, refugium, 5 v. - Paris, Robert III Ballard, 1643. 1 vol. 2°. Guillo 2003 n° 1643-C, RISM FF 1841a.
- Missa Eripe me, Domine, 5 v. - Paris, Robert III Ballard, 1643. 1 vol. 2°. Guillo 2003 n° 1643-D, RISM F 1841.
- Missa Jubilate Deo, 6 v., - Paris, Robert III Ballard, 1645. 1 vol. 2°. Guillo 2003 n° 1645-B, RISM F 1838.
- Missa Salvum me fac Deus, 6 v. - Paris, Robert III Ballard, 1645. 1 vol. 2°. Guillo 2003 n° 1645-C, RISM F 1839.
- Missa Verba mea auribus percipe Domine, 4 v. - Paris, Robert III Ballard, 1645. 1 vol. 2°. Guillo 2003 n° 1645-D, RISM F 1843.

Le style de Frémart se caractérise par une écriture tonale et par la qualité et l’élégance de son contrepoint.

## Discographie
- Extraits (Kyrie, Sanctus, Agnus) de la messe Ad placitum (1642) dans : Montréal et Indiens Abenakis. Studio de musique ancienne de Montréal. 1 CD K617 : 2001, réf. K617128.
- Messe Verba mea auribus percipe, dans : Pour une cathédrale : messes, hymnes & motets de Titelouze, Frémart, Aux-Cousteaux. Ensemble Les Meslanges, dir. Thomas Van Essen. 1 CD Psalmus : 2016, réf. P 2013.
- Messe Jubilate Deo, dans : La Messe du roi, music from the chapel of Louis XIV by Dumont an Frémart. Ensemble Dumont, dir. Peter Bennett. 1 CD Linn, 2001.